# Seceta și foametea în Rusia și Uniunea Sovietică
Perioadele de foamete și secetă au fost fenomene des întâlnite de-a lungul istoriei ruse, având ca rezultat crize umanitare, agravate de instabilitatea politică și economică, problemele de mediu și război. 
Seceta și foametea aveau o anumite ciclicitate în Imperiul Rus – foametea  apărea la 10-13 ani, iar seceta la fiecare cinci ani. Golubev și Dronin au evidențiat trei tipuri de secetă, funcție de regiunile de producție vulnerabile la secetă – regiunea centrală (bazinul fluviului Volga, Caucazul de Nord și  regiunea cernoziomului), sudică (regiunea Volga și Volga-Viatka, regiunea Ural și  Ucraina) și estică (fâșia de stepă și de stepă-pădure din Siberia de apus și de răsărit și Kazahstan).

## Până în anul 1900
În secolul al XIV-lea, o mare parte din Europa, inclusiv o parte din Rusia au fost afectate de   „Marea Foamete” as well as the Baltic states. The Nikonian chronicle, written between 1127 and 1303, recorded no less than eleven famine years during that period. În secolul al XVII-lea, Rusia a cunoscut  foametea din 1601–1603, care a fost considerată una dintre cele mai grave care a afectat țara, deoarece poate a ucis 2 milioane de oameni (1/3 din populație). Una dintre cele mai grave crize de la sfârșitul secolului al XIX-lea a fost foametea din 1891–1892, care a provocat moartea a 375.000 – 500.000 de  oameni, în special din cauza bolilor cauzate de malnutriție. Printre cauzele care au provocat foametea s-a numărat seceta din toamnă, care a afectat în mod hotărâtor recoltele din anul următor. Încercările guvernului de reducere a efectelor secetei și foametei au eșuat în cea mai mare parte, ceea ce se poate să fi contribuit la pierderea încrederii maselor în regimul țarist și la instaurarea instabilității politice. În 1899, populația de-a lungul cursului fluviului Volga, în special Samara, a fost afectată de foamete, tifos și scorbut, iar încercările autorităților de combatere a efectelor acestora a dus la secătuirea stocurilor Crucii Roșii.

## În secolul al XX-lea

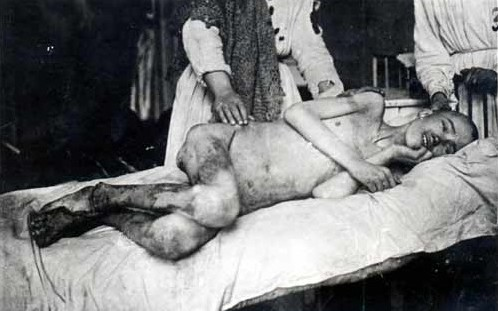
Femeie înfometată, probabil în 1921

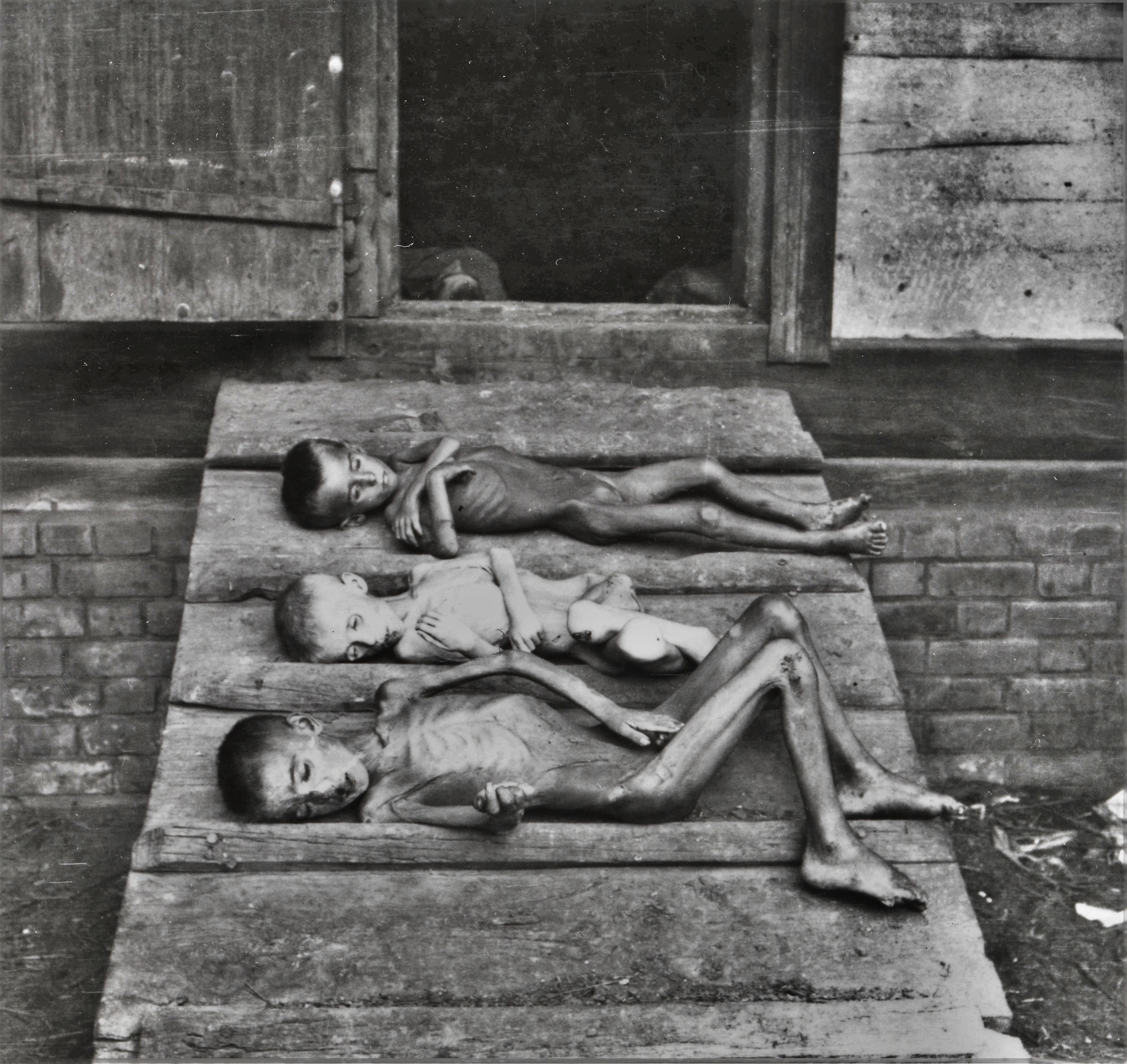
Trei copii morți de foame, 1921

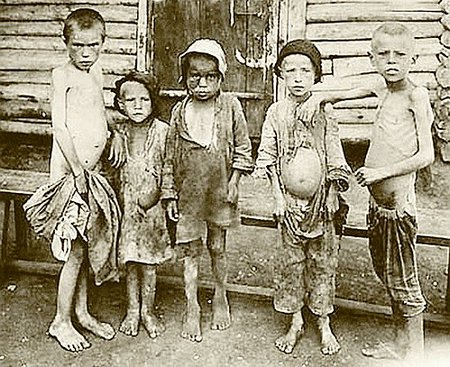
Copii subnutriți, 1922

Raportul lui Golubev și Dronin conține următoarea listă de secete din Rusia între anii 1900 – 2000.
- Regiunea centrală: 1920, 1924, 1936, 1946, 1984.
- Regiunea sudică: 1901, 1906, 1921, 1939, 1948, 1995.
- Regiunea estică: 1911, 1931, 1991.

## Deceniul întâi al secolului al XX-lea
Între anii 1901-1902, 49 de gubernii au fost afectate de foamete, iar în 1906-1908, între 19 și 29 de gubernii au suferit de foame.
Eșecul Revoluției din 1905 ar fi putut să afecteze producția și distribuția alimentelor.

## Deceniul al doilea al secolului al XX-lea
În timpul Revoluției Ruse și după încheierea  războiului civil a existat o scădere a producției agricole totale. Astfel, recolta de cereale din 1920 a fost de doar 46,1 milioane de tone, comparativ cu 80,1 milioane de tone în 1913. Până în 1926, producția revenise la nivelurile de dinainte de război, în acel an recoltându-se 76,8 milioane de tone.

## Deceniul al treilea al secolului al XX-lea
La începutul deceniului al treilea a avut loc o serie de foamete. Prima foamete din Uniunea Sovietică a avut loc între 1921–1923 și a atras atenția comunității internaționale. Cea mai afectată regiune a fost cea din sud-estul  Rusiei europene (inclusiv regiunea Volga, în special republicile Tatarstan și Ucraina. Se estimează ca au fost afectați 16 milioane de oameni, dintre care 5 milioane au murit. Fridtjof Nansen a primit în 1922 Premiul Nobel pentru pace, în parte și pentru munca sa de Înalt comisar pentru ajutorarea Rusiei. Alte organizații care au ajutat la combaterea foametei din URSS au fost Uniunea Internațională pentru Salvarea Copiilor și Comitetul Internațional al Crucii Roșii.
Când a izbucnit foametea în Rusia în 1921, directorul pentru Europa al Administrației Americane de Ajutorare (American Relief Administration, ARA), Walter Lyman Brown⁠(d),  a început negocierile în Riga cu adjunctul Comisarului Poporului pentru afaceri externe, Maxim Litvinov. Pe 21 august 1921 s-a ajuns la un acord, iar, pe 30 decembrie 1921, a fost semnat de către Brown și Comisarul poporului pentru comerț exterior, Leonid Krasin⁠(d), un acord adițional pentru punerea în aplicare. Congresul SUA a aprobat alocarea a 20.000.000 de dolari pentru ajutor printr-o lege de la sfârșitul anului 1921.
În perioada de activitate maximă, ARA folosea serviciile a 300 de cetățeni americani și mai mult de 120.000 de cetățeni ruși, reușind să hrănească 10,5 milioane de oameni pe zi. Operațiunile americane din Rusia au fost conduse de colonelul  William N. Haskell⁠(d). Divizia medicală a ARA, care a funcționat între noiembrie 1921 și iunie 1923, a ajutat la combaterea epidemiei de tifos care bântuia în Rusia. În paralel cu operațiunile de ajutorarea desfășurate de ARA, s-au desfășurat operațiuni mai mici ale organizațiilor americane ale menoniților,  evreilor și quakerilor.
Operațiunile ARA din Rusia au fost oprite pe 15iunie 1923, după ce americanii au descoperit că autoritățile ca sovieticii au reluat exportul de cereale.

## Deceniul al patrulea al secolului al XX-lea

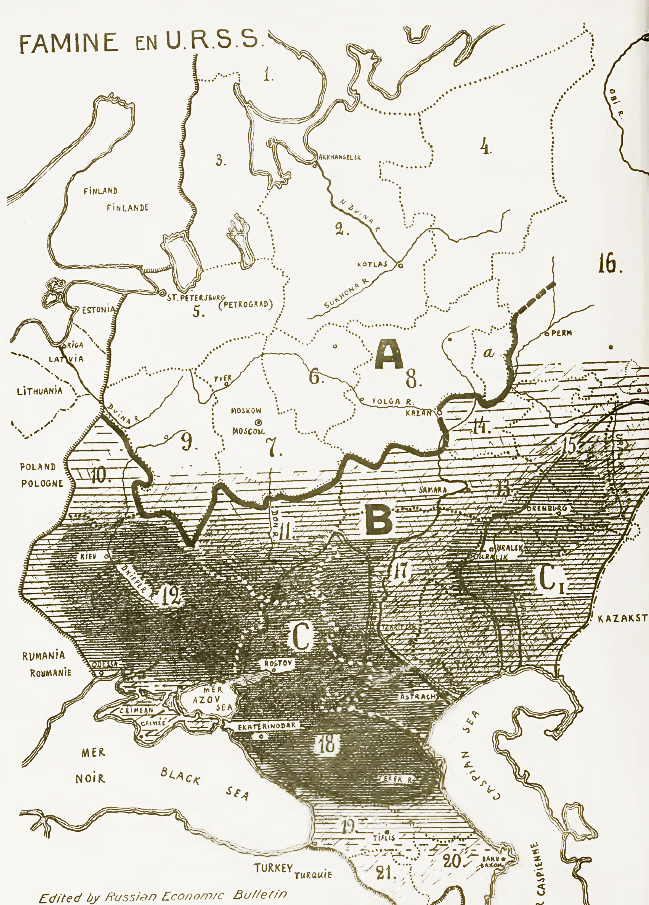
Zonele cu cea mai gravă foamete sovietică din 1932–1933 sunt marcate cu negru

### Foametea sovietică din 1932–1933
A doua foamete importantă sovietică a avut loc în timpul primei campanii de colectivizare din deceniul al patrulea. Principala cauză a foametei a fost confiscarea de către autoritățile sovietice  acerealelor și a altor produse alimentare din depozitele țăranilor în perioada 1932–1933. Foametea provocată de acțiunile autoritățile a afectat peste patruzeci de milioane de oameni, în special din regiunea de sud a Donului, din Kuban și Ucraina sovietică. Estimările indică moartea a mai multe milioane de oameni din cauza foametei sau a bolilor asociate cu malnutriția. În Ucraina, acest eveniment este cunoscut ca Holodomor. Foametea a fost poate cea mai severă în Kazahstan, unde modul tradițional de viață al păstorilor semi-nomazi a fost cel mai afectat de ambițiile agricole sovietice.
Există încă dezbateri cu privire la caracterul Holodomorului – a fost un eșec catastrofal al politicii sovietice sau a fost un act deliberat de genocid. Istoricul britanic Robert Conquest a considerat că foametea nu a fost provocată în mod intenționat de Stalin, ci „cu iminenta foametea rezultată, ar fi putut să o împiedice, dar a pus pe primul loc «interesul sovietic» în loc de hrănirea celor înfometați - favorizând astfel conștient foametea”. Analiza foametei făcută de economistul și profesorul Michael Ellman subliniază că „există unele dovezi că în 1930-1933... Stalin a folosit și foametea în războiul său împotriva țăranilor”, pe o numește „o politică conștientă a înfometării”. El trage concluzia că mai au existat și alți factori, în principal politica greșită a conducerii sovietice, care a continua să acorde prioritate colectivizării și industrializării în fața prevenirii morții în masă, datorită poziției lor leniniste de considerare a foametei ca pe „un cost necesar al politicilor progresiste de industrializare și de construire a socialismului”, ceea ce i-a făcut să nu „perceapă foametea ca pe o catastrofă umanitară care necesită un efort major pentru ameliorarea suferinței și, prin urmare, au făcut doar o eforturi limitate de ajutorare." 
Într-un mod asemănător, Mark Tauger ajunge la concluzia că foametea nu a fost un genocid intenționat, ci rezultatul unei politici economice dezastruoase:
„Deși recolta redusă din 1932 ar fi putut fi o circumstanță atenuantă, regimul era încă responsabil pentru lipsurile și suferințele populației sovietice la începutul anilor 1930. Datele prezentate aici oferă o măsură mai precisă a consecințelor colectivizării și industrializării forțate decât au fost disponibile anterior; mai curând, aceste date arată că efectele acelor politici au fost mai grave decât s-a presupus. Pe de altă parte, acestea indică de asemenea faptul că foametea a fost reală, rezultatul unui eșec al politicii economice, al „revoluției de sus”, mai degrabă decât al unei politici naționale „de succes” împotriva ucrainenilor sau a altor grupuri etnice.”

### Impactul demografic
O privire retrospectivă demografică sugerează o cifră de 2,5 milioane de morți de foamete pentru Ucraina sovietică și regiunea Kuban. Aceasta este prea aproape de cifra înregistrată a excesului de decese, care este de aproximativ 2,4 milioane. Această din urmă cifră trebuie să fie substanțial scăzută, deoarece multe decese nu au fost înregistrate. Un alt calcul demografic, efectuat în numele autorităților Ucrainei independente, oferă cifra de 3,9 milioane de morți. Adevărul este, probabil, între aceste valori, acolo unde se găsesc cele mai multe estimări ale savanților respectabili. Pare rezonabil să propunem o cifră de aproximativ 3,3 milioane de decese cauzate de foamete și a bolilor legate de foamete în Ucraina sovietică în 1932-1933. 
Impactul demografic al foametei din 1932-1933 a fost multiplu. În plus față de decesele directe și indirecte asociate cu foametea, au existat migrații interne semnificative ale cetățenilor sovietici, care au fugit adesea din regiunile afectate de foamete. O scădere bruscă a natalității a "descurajat" permanent creșterea populației pe termen lung a Uniunii Sovietice într-un mod similar, deși nu la fel de sever, ca cel al celui de-al Doilea Război Mondial. Estimările deceselor sovietice atribuite foametei din 1932-1933 variază foarte mult, dar sunt de obicei date în intervalul a câteva milioane. Vallin și colaboratorii săi a estimat că dezastrele deceniului au culminat cu o scădere dramatică a fertilității și o creștere a mortalității. Estimările lor sugerează că pierderile totale pot fi estimate la aproximativ 4,6 milioane, dintre care 0,9 milioane s-au datorat migrației forțate, 1 milion unui deficit la nașteri și 2,6 milioane mortalității excepționale. 
Consecințele demografice pe termen lung ale colectivizării și ale celui de-al Doilea Război Mondial au făcut ca populația Uniunii Sovietice din 1989 să fie de 288 de milioane, în loc de 315 milioane, cu 9% mai mică decât ar fi fost normal.  
În plus față de decese, foametea a dus la mișcări masive ale populației, întrucât aproximativ 300.000 kazahi nomazi au fugit în timpul foametei în  China,  Iran,  Mongolia și  Afganistan.
Deși foametea a avut loc în diferite părți ale URSS în 1932-1933, de exemplu în Kazahstan, părți ale  Rusia și Republica Autonomă Germană, denumirea Holodomor se aplică în mod precis evenimentelor care au avut loc în teritorii populate de ucraineni și, de asemenea, de kazahii din Caucazul de nord.

### În zilele noastre
Moștenirea Holodomorului rămâne o problemă sensibilă și controversată în Ucraina contemporană, unde este considerat un act de genocid de către guvern și este, în general, amintit ca fiind una dintre cele mai mari tragedii din istoria națiunii. Problema holodomorului ca fiind un act intenționat de genocid sau nu a fost un subiect de dispută între guvernele Federației Ruse și Ucrainei. Guvernul rus modern a încercat, în general, să se disocieze de Holodomor și să minimalizeze orice legătură între Rusia și foamete..

## Deceniul al cincilea al secolului al XX-lea
În timpul asedierii Leningradului de către Germania nazistă, un milion de oameni au murit, în timp ce mulți au suferit de foame, dar au supraviețuit. Germanii au încercat să înfometeze Leningradul pentru a-i înfrânge rezistența. Foametea a fost una dintre principalele cauze de deces, deoarece aprovizionarea cu alimente a fost întreruptă și a fost aplicată o raționalizarea strictă. Animalele din oraș au fost sacrificate și mâncate. Au fost raportate cazuri de canibalism.

Ultima foamete majoră în Uniunea Sovietică s-a produs în  1947 ca efect cumulat al colectivizării, distrugerilor provocate de război, secetei severe din 1946 în peste 50% din zona productivă a țării și politicii sociale guvernamentale și managementului defectuos al rezervelor de cereale. Regiunile afectate în principal au fost Moldova și sud-estul Ucrainei. În Ucraina au murit intre 100.000 și un milion de oameni. În Moldova sovietică, potrivit oficialităților, foametea a ucis a mai mult de 150.000 de oameni, dar istoricii estimează că cifrele reale sunt de cel puțin 250.000 – 300.000 de oameni.

## 1947–1991
Nu au existat foamete după 1947 în URSS. Seceta din 1963 a provocat panică, numeroase animale domestice fiind sacrificate în acel an, dar nu a existat nici un risc de foamete. După acel an, Uniunea Sovietică a început să importe furaje și cereale în cantități din ce în ce mai mari.

## Rusia după destrămarea Uniunii Sovietice
După  destrămarea Uniunii Sovietice, au existat probleme ocazionale cu foametea și securitatea alimentară în Rusia. În 1992 s-a înregistrat o scădere notabilă a aportului caloric în Federația Rusă. Atât Rusia, cât și Ucraina au fost afectate de o serie de perioade secetoase din iulie 2010 până în 2015.  Seceta din 2010 a dus la scăderea producției de grâu a Rusiei cu 20%  și, ca urmare, a dus la interzicerea temporară a exporturilor de cereale.

## Vedeți și:
- Foametea din Tatarstan din 1921–1922
- Foametea din Kazahstan din 1932–1933
- Holodomor
- Planul foametei
- Trofim Lîsenko
- Planul foametei
- Asediul Leningradului

### Victime celebre
- Aleksandr Blok
- Alexei Șahmatov

## Resurse internet
- Ellman, Michael (2007). „Stalin and the Soviet Famine of 1932–33 Revisited”. Europe-Asia Studies. Routledge. 59 (4): 663–693. doi:10.1080/09668130701291899. Arhivat din original (PDF) la 14 octombrie 2007. Accesat în 16 iulie 2021.
- Art and photographs from the Great Famine
- The Years of Hunger: Soviet Agriculture, 1931–1933